# Joe Don Baker
Joe Don Baker (ur. 12 lutego 1936 w Groesbeck w Teksasie, zm. 7 maja 2025 w Los Angeles) – amerykański aktor filmowy i telewizyjny, znany przede wszystkim z drugoplanowych ról charakterystycznych, związany z Actors Studio. Zagrał przeciwnika Jamesa Bonda w filmie Johna Glena W obliczu śmierci (1987). Później pojawił się jeszcze w dwóch filmach z bondowskiej serii – GoldenEye (1995; reż. Martin Campbell) i Jutro nie umiera nigdy (1997; reż. Roger Spottiswoode), gdzie tym razem wcielił się w postać agenta CIA Jacka Wade’a.

## Filmografia
- Nieugięty Luke (1967) jako monter
- Kolty siedmiu wspaniałych (1969) jako Slater
- Adam o 6 rano (1970) jako Harvey Gavin
- Zawadiaki (1971) jako Paul Buckman
- Ulice San Francisco (1972–77; serial TV) jako Leonard Collier Cord (gościnnie)
- Junior Bonner (1972) jako Curley Bonner, brat Juniora
- Z podniesionym czołem (1973) jako szeryf Buford Pusser
- Porachunki (1973) jako Cody
- Charley Varrick (1973) jako „Molly”
- Mitchell (1975) jako Mitchell
- Urodzony sportowiec (1984) jako "The Whammer"
- Fletch (1985) jako szef policji Jerry Karlin
- Leonard, część 6 (1987) jako Nick Snyderburg
- Czas zabijania (1987) jako Carl Cunningham
- W obliczu śmierci (1987) jako Brad Whitaker
- Prawo i sprawiedliwość (1989) jako detektyw Carl Mesel
- Przylądek strachu (1991) jako Claude Kersek
- Fałszywy senator (1992) jako Olaf Anderson
- Obywatel Cohn (1992) jako senator Joseph McCarthy
- Stalowy ring (1994) jako człowiek w czarnym[5]
- Orbitowanie bez cukru (1994) jako Tom Pierce
- Czarne pantery (1995) jako Brimmer
- Na samym dnie (1995) jako Clay Hinkle
- Harfa traw (1995) jako szeryf Junius Candle
- Kongo (1995) jako R.B. Travis
- GoldenEye (1995) jako Jack Wade
- Marsjanie atakują! (1996) jako ojciec Richiego
- Oblężenie Ruby Ridge (1996) jako Gerry Spence
- George Wallace (1997) jako Big Jim Folsom
- Jutro nie umiera nigdy (1997) jako Jack Wade
- Joe Dirt (2001) jako Don, ojciec Brandy
- Diukowie Hazzardu (2005) jako gubernator Jim Applewhite
- Dzikie łowy (2008) jako Bill Calhoun
- Uciekinier (2012) jako King